# Géza Kertész
Kertész IV, właśc. Géza Kertész (ur. 18 listopada 1894 w Budapeszcie, zm. 6 lutego 1945) – piłkarz węgierski grający na pozycji pomocnika. Po zakończeniu kariery trener piłkarski we Włoszech.

## Kariera piłkarska
Géza pochodził z dużej piłkarskiej węgierskiej rodziny, dlatego często jego nazwisko zapisywano z dopiskiem IV. Jego bracia Gyula (I), Vilmos (II) i Adolf (III) także byli piłkarzami. Piłkarską karierę Kertész rozpoczął w Ferencvárosu Budapeszt, w którym występował do 1925 roku. Największym sukcesem było zdobycie Pucharu Węgier w sezonie 1921/1922. W 1925 roku wyjechał do Włoch i najpierw przez sezon pełnił funkcję grającego trenera w Spezia Calcio, a następnie występował w Carrarrese Calcio, gdzie zakończył karierę w 1926 roku.
W 1914 roku Kertész zaliczył jeden występ w reprezentacji Węgier.

## Kariera trenerska
Po zakończeniu kariery piłkarskiej Kertész pozostał we Włoszech i zajął się trenerką. Początkowo trenował mniejsze kluby takie jak Carrarese Calcio, Viareggio Calcio, Salernitana Calcio, US Catanzaro, a w 1935 roku objął drugoligową Catanię. Następnie prowadził Taranto Sport by w 1938 roku zostać szkoleniowcem Atalanty BC, z którą nie zdołał awansować do Serie A. Następnie został szkoleniowcem S.S. Lazio, które trenował w latach 1939–1941 i zajął z nim 3. miejsce w Serie A (1940). Kolejne przystanki to Salernitana i drugi stołeczny klub AS Roma (1942–1943). Z „żółto-czerwonymi” nie odniósł jednak sukcesu zajmując 9. miejsce. Ostatni jego przystanek w karierze to budapeszteński Újpest FC, z którego w 1944 roku został zwolniony. Rok później zmarł.